# Guillaume-Michel Chabrol
 (juillet 2010).
Si vous disposez d'ouvrages ou d'articles de référence ou si vous connaissez des sites web de qualité traitant du thème abordé ici, merci de compléter l'article en donnant les références utiles à sa vérifiabilité et en les liant à la section « Notes et références ».
Guillaume-Michel Chabrol (Riom, 1er septembre 1714 - Riom, 22 février 1792), seigneur de Chaméane et de Tournoël, est un avocat du roi au présidial de Riom, descendant de Basmaison, auteur du meilleur commentaire de la Coutume d'Auvergne, conseiller d'État, anobli en 1767, par lettres patentes de Louis XV et dernier seigneur en titre de Tournoël.

## Biographie
Guillaume-Michel Chabrol est le fils de Jacques Chabrol qui, au dire de Henri François d'Aguesseau, connaissait le mieux le droit romain. Il succède à 19 ans aux hautes fonctions de son père à sa mort.
Il entra au collège des Oratoriens de Riom. Il alla, par la suite, suivre les cours de droit de l'Université de Paris et devint licencié en droit.
Avocat du roi au présidial de Riom le 28 juillet 1733, il renonça à cette charge au profit de l'un de ses fils en 1756.
Savant jurisconsulte (il était l'auteur des Coutumes générales et locales de la province d'Auvergne, 4 volumes, Riom, 1784-1786), il fut anobli par Louis XV en 1767 et fut nommé conseiller d'État le 21 mars 1780.
Il avait fait d'autre part l'acquisition des château et seigneurie de Tournoël.

## Postérité
- Jacques Chabrol (Ambijoux, 1596-1649), marié en 1623 à Maringues avec Jeanne de Basmaison-Pougnet (Riom, 1606-Paris, 1666), fille d'Amable de Basmaison (1576- ), contrôleur au Bureau des finances de Riom, et de Catherine de Murat (1572- )
  - Louise Chabrol (1634-Entraigues, 1705), mariée en 1654 avec Gabriel de Cambray (Riom, 1625-1695), seigneur de Salvert et de Regnaulde, avocat à Riom,
    - Gabriel Amable de Cambray (1656-Riom, 1737), avocat à la Sénéchaussée de Riom, 1er consul de la ville, marguiller de l'église Saint-Amable,
    - François de Cambray (1661-1743), seigneur de Salvert, consul de Riom, administrateur de l'Hôpital général,

  - Jacques Chabrol (Riom, 1649-Riom, 1732), avocat du Roi au présidial de Riom, marié en 1712 avec Anne Beneyton
    - Guillaume-Michel Chabrol (1714-1792), seigneur de Chaméane et de Tournoël, jurisconsulte, marié, dont :
      - Gaspard Claude François de Chabrol (1740-1816), comte de Chabrol (27 janvier 1816), député de la noblesse d'Auvergne aux États généraux de 1789, marié, dont :
        - Anne (1767-1838) ;
        - Guillaume-Michel (1770-1823), baron de Chabrol de Tournoël et de l'Empire, comte de Chabrol-Tournoël (1816), député du Puy-de-Dôme, maire de Riom ;
        - Antoine Joseph (1770-1859), maire de Nevers, député de la Nièvre (1816-1827), marié, dont postérité ;
        - Christophe (1771-1836), comte de Chabrol-Crouzol et de l'Empire (1810), ministre de la Restauration, marié, dont :
          - Anne François Edouard (1798-1883), maître des requêtes, gentilhomme honoraire de la chambre du Roi, marié, dont postérité ;
          - Jacques Joseph Victor, vicomte de Chabrol-Crouzol ;
          - Clémence (+1870) ;

        - Gilbert Joseph Gaspard (1773-1843), baron de Chabrol de Volvic et de l'Empire (17 mai 1810), comte de Chabrol-Volvic (1816), préfet de Montenotte (1806), préfet de la Seine (1812-1815, 1815-1830), député du Puy-de-Dôme, député de la Seine ; etc. ;
        - Guillaume-Michel (1777-1810, « l'Abbé de Chabrol-Murol », prêtre, astronome, mort, selon Remacle, « en odeur de sainteté »;

      - Gilbert Joseph Gaspard, capitaine au régiment de Lyonnais.

## Publications
- Guillaume-Michel Chabrol, Coutumes générales et locales de la province d'Auvergne avec les notes de Mes Charles Du Moulin, Toussaint Chauvelin, Julien Brodeau & Jean-Marie Ricard, t. 1, Riom, Chez Martin Dégoutte imprimeur-éditeur, 1784 (lire en ligne), 1784, tome 2, 1784, tome 3, 1786, tome 4

## Source
- « Guillaume Michel de Chabrol », sur roglo.eu (consulté le 7 septembre 2011) ;